# Trilogia di Galactus
La Trilogia di Galactus (The Galactus Trilogy) è una storia a fumetti apparsa nei numeri 48, 49, e 50 di Fantastic Four nel 1966 (The Coming of Galactus!, If This Be Doomsday!, The Startling Saga of the Silver Surfer!). Fu scritta da Stan Lee e Jack Kirby, ed illustrata da Kirby medesimo. Venne pubblicata dalla Marvel Comics, ed introduce per la prima volta i personaggi di Galactus e Silver Surfer.
In Italia il ciclo di storie venne pubblicato a cadenza quattordicinale dalla Editoriale Corno nei numeri 44-45-46 de I Fantastici Quattro (novembre-dicembre 1972).

## Storia
Nel 1966, quasi cinque anni dopo aver lanciato Fantastic Four, il fumetto di punta della casa editrice Marvel Comics, i creatori Stan Lee & Jack Kirby collaborarono insieme per creare un antagonista "speciale" per il quartetto di supereroi, che si distaccasse dai consueti canoni del cattivo dei fumetti dell'epoca, e che invece fosse una sorta di dio dal potere sovrumano. Come raccontato da Lee nel 1993: 
Kirby definì "biblica" la sua ispirazione per Galactus e per il suo araldo, l'angelico Silver Surfer:
Inoltre, Kirby spiegò: «Galactus è in realtà una sorta di dio. È irreprensibile, oltre l'opinione di chiunque. In un certo senso è una specie di Zeus, che ha generato Ercole. Lui è la sua leggenda e, naturalmente, lui e Silver Surfer sono una sorta di leggende moderne, e sono progettati per esserlo».
Lo scrittore Mike Conroy aggiunse: «In appena cinque anni dal lancio di Fantastic Four, il duo Lee/Kirby ...aveva introdotto tutta una serie di razze aliene o di loro rappresentanti... c'erano gli Skrull, l'Osservatore e lo Straniero, ognuno dei quali venne utilizzato da Lee & Kirby nel gettare le basi dell'universo che stavano costruendo, dove ogni cosa era possibile tranne infrangere le leggi naturali della cosmologia. Nel nascente universo Marvel, i personaggi interagivano costantemente, qualunque fosse il fumetto nel quale apparivano. Le loro azioni si ripercuotevano in ogni titolo. Era pura soap opera ma su scala cosmica, e Galactus incarna il suo epico epilogo».
Tutto questo portò all'introduzione di Galactus in Fantastic Four n. 48-49-50 (marzo–maggio 1966), ciclo di storie che i fan iniziarono presto a chiamare "La trilogia di Galactus". La saga culminò in Fantastic Four n. 50 (maggio 1966), dove Silver Surfer intercede in favore del genere umano presso Galactus.

## Trama

### L'arrivo di Galactus!
Dopo aver completato la storia degli Inumani proseguita dal numero precedente, la scena si sposta su Silver Surfer mentre si libra attraverso la Galassia di Andromeda, attirando l'attenzione degli Skrull. Essi sanno che, ovunque appaia Silver Surfer, il suo padrone Galactus non può essere molto lontano. Terrorizzati, gli Skrull fanno tutto il possibile per nascondere il loro mondo dalle percezioni dell'araldo.
Tornati sulla Terra, i Fantastici Quattro assistono all'intero orizzonte che sembra essere inghiottito da una fiamma immensa. Al Baxter Building, Reed Richards si chiude nel proprio laboratorio per analizzare la situazione. Le fiamme nel cielo si dissolvono, lasciando il posto a un campo infinito di detriti spaziali.
Il potente noto come "Osservatore" appare nel laboratorio di Reed. Spiega di essere responsabile dei disturbi atmosferici, perché ha cercato di nascondere l'esistenza della Terra all'attenzione di Silver Surfer. Inoltre dice che Surfer è l'araldo esploratore di Galactus, un potente essere cosmico che consuma le energie di interi mondi, lasciandoli come poco più di gusci secchi e vuoti senza vita.
Il Surfer indaga circa il campo di detriti lasciati dall'Osservatore e trova la Terra nascosta sotto di essi. Vola sul tetto del Baxter Building ed invia un segnale cosmico a Galactus. I Fantastici Quattro corrono in cima all'edificio, e La Cosa si scaglia contro il Surfer, facendolo precipitare dall'edificio. Intanto nel cielo, la nave spaziale di Galactus appare su Manhattan. Il gigantesco Galactus esce dalla nave e dichiara la sua intenzione di consumare il mondo intero.

### Il giorno del destino
L'Osservatore cerca di appellarsi a Galactus affinché risparmi il pianeta Terra. Quando la diplomazia dimostra di non funzionare, la Torcia Umana e La Cosa tentano di attaccare Galactus ma senza alcun risultato. L'Osservatore dice loro di tornarsene alla base e che li contatterà a breve.
Galactus continua ad assemblare il suo dispositivo divoratore di mondi e l'Osservatore spiega ai Fantastici Quattro che esiste un'arma potentissima sul pianeta natale di Galactus che potrebbe fermarlo. L'Osservatore decide quindi di inviare la Torcia Umana in cerca del dispositivo. Nel frattempo, Silver Surfer, che era rimasto svenuto fino allora, si risveglia nell'appartamento di Alicia Masters, la fidanzata cieca di Ben Grimm, La Cosa. La ragazza apprende la missione del surfista d'argento, procurare suo malgrado mondi da divorare al suo padrone, ma gli chiede di ribellarsi a Galactus e di aiutare la Terra a salvarsi.
Quando i Fantastici Quattro iniziano ad attaccare il dispositivo quasi completato di Galactus, il divoratore di mondi manda il suo "Punitore", un androide di cui è venuto in possesso molto tempo fa, per tenerli lontani mentre egli lo ripara. Facendo uso di questa distrazione e del tempo guadagnato, l'Osservatore aumenta i poteri di Johnny Storm in modo che possa viaggiare fino al pianeta di Galactus per recuperare l'arma di cui hanno bisogno per sconfiggerlo. Nel frattempo, Alicia convince il Surfer a salvare la Terra.

### La saga di Silver Surfer
Silver Surfer giunge sul luogo ed attacca il suo ex padrone, dando a Johnny il tempo necessario per tornare dal pianeta di Galactus con il "Nullificatore Assoluto", arma tanto potente da uccidere anche Galactus stesso. Quando Reed minaccia di usare l'arma contro Galactus, il divoratore di mondi accetta di risparmiare la Terra e di andarsene se Reed gli consegnerà l'arma. Fedele alla parola data, Galactus se ne va ma non prima di punire Silver Surfer per il suo tradimento condannandolo a non poter mai più lasciare la Terra, spogliandolo dei suoi poteri "spazio-temporali". Al termine della battaglia, Alicia ringrazia Silver Surfer per il suo aiuto, causando la gelosia della Cosa, che crede ella lo voglia abbandonare per lui. Silenziosamente egli si allontana malinconico sentendosi respinto, prima che Alicia abbia la possibilità di rassicurarlo circa i suoi sentimenti.
Quando la situazione torna alla normalità, il Daily Bugle afferma che tutta la "faccenda di Galactus" era stata solo una "bufala".

## Lascito
- La "Trilogia di Galactus" è servita da fonte di ispirazione primaria per i film I Fantastici 4 e Silver Surfer del 2007, e I Fantastici Quattro - Gli inizi del 2025.
- La storia è stata usata come base per la "Trilogia di Gah Lak Tus" dell'universo Ultimate Marvel, trilogia costituita da tre miniserie scritte da Warren Ellis.
- L'arco temporale nel quale si svolge la storia è stato lo spunto di base per il terzo numero della miniserie Marvels scritta da Kurt Busiek, disegnata da Alex Ross, e pubblicata dalla Marvel Comics nel 1994.
- La "Trilogia di Galactus" è stata votata la diciannovesima miglior storia a fumetti di sempre in un sondaggio dei lettori di Comic Book Resources.[7]
- Il riscontro positivo da parte del pubblico circa il personaggio di Silver Surfer, diede il via a successive apparizioni del surfista d'argento in altri numeri dei Fantastici Quattro, e portò la Marvel a dedicargli una sua serie personale nel 1968.

## Edizioni da collezione
La Trilogia di Galactus è stata ristampata numerose volte in edizioni limitate da collezione, come in Essential Fantastic Four, Volume 3 (ISBN 0-7851-2625-2) e Marvel Masterworks: Fantastic Four, Volume 5 (ISBN 0-7851-1184-0).
Nel 1998 la Marvel Italia ha raccolto la storia in un unico volume cartonato intitolato L'arrivo di Galactus - The Ultimate Edition.